# Friedrich Gustav Piffl
Friedrich Gustav kardinál Piffl, křtěn Gustav Adolf (15. října 1864, Lanškroun – 21. dubna, 1932 Vídeň) byl římskokatolický duchovní, kardinál a v letech 1913 až 1932 arcibiskup ve Vídni.

## Život
Narodil se jako sedmé a poslední dítě v německojazyčné rodině lanškrounského papírníka a knihtiskaře Rudolfa Piffla a jeho manželky Marie Magdalény, rozené Piro. Rodina měla české kořeny. Lanškroun bylo tehdy převážně německé město. Gustavova rodina patřila mezi usedlé, jeho předkové v tomto městě žili prokazatelně již v 17. století.
V roce 1874 se stal žákem místního gymnázia. Studoval úspěšně, ale studium dvakrát přerušil. Poprvé se chtěl stát knihařem (k návratu do školy ho zprvu nepřesvědčili ani profesoři, kteří vyhledali jeho otce a Gustavovo počínání odsoudili), podruhé se vydal do Vídně, aby se tam pokusil uchytit v některém nakladatelství. Jeho snaha získat zaměstnání odpovídající jeho schopnostem byla ale neúspěšná. V obou případech se nakonec ke studiu vrátil.
S výborným prospěchem na maturitním vysvědčení odjel roku 1882 do Vídně, kde byl přijat jako jednoroční dobrovolník k maďarskému 38. pěšímu pluku a současně začal studia na filosofické fakultě. Volné chvíle trávil u svého strýce Bibuse, který byl ve Vídni lékárníkem. Protože Gustavovi povolání armádního důstojníka nevyhovovalo, rozhodl se po skončení vojenské služby věnovat buď teologii, nebo právům. Nakonec dal přednost první možnosti a v roce 1883 vstoupil do kláštera augustiniánů kanovníků v Klosterneuburgu u Vídně, kde přijal řádové jméno Friedrich.
Po ukončení studia byl 8. ledna 1888 ve Svatoštěpánském dómu vysvěcen na kněze. Poté působil jako kaplan na klášterních farách ve Floridsdorfu nedaleko Vídně (od roku 1889) a později ve vídeňské čtvrti Heiligenstadt (od 1892). Během tohoto působení se seznámil se sociálními problémy místního dělnictva, jejichž řešení později věnoval část svého úsilí. V Klosterneuburgu začal vydávat Noviny pro město a venkov (Zeitung für Stadt und Land), do nichž psal většinu hlavních článků.
V roce 1892 byl jmenován profesorem morální teologie a sociologie, v letech 1894 až 1895 se věnoval studiu tomistické filosofie v Římě. Po návratu do Rakouska pokračoval v započaté práci v Klosterneuburgu. Pro své schopnosti byl pověřen správou klášterních majetků na maďarském území. Roku 1906 byl jmenován ředitelem kanceláře kláštera a roku 1907 byl jednohlasně zvolen jeho proboštem. Když roku 1913 zemřel vídeňský arcibiskup Franz Xaver Nagl, navrhl následník trůnu František Ferdinand d'Este, který klosterneuburský klášter se svou manželkou Žofií často navštěvoval, na jeho místo F. G. Piffla a současně mu udělil knížecí titul.
Arcibiskupem vídeňským Piffla jmenoval císař František Josef I. dne 1. dubna 1913, biskupské svěcení přijal 1. června v klášterním kostele v Klosterneuburgu z rukou Raffaela kardinála Scapinelliho di Leguigno. Po získání papežova souhlasu byl Friedrich Gustav Piffl dne 8. června 1913 nastolen do nové funkce. 25. května následujícího roku mu papež Pius X. udělil hodnost kardinála s titulárním kostelem sv. Marka v Římě. Kardinálský biret Pifflovi tehdy nasadil jeho příznivec d'Este, který se o měsíc později stal obětí atentátu v Sarajevu). Během první světové války arcibiskup Piffl podporoval monarchii, svoji pozornost zaměřil mj. na sociální péči o příslušníky císařské armády.
Po první světové válce, ve které podporoval monarchii, jíž byl nejvyšším církevním představitelem, kardinál Piffl vyzval rakouské katolíky k bezpodmínečné věrnosti novému státu a vzdal se rovněž knížecího titulu.
18. května 1922 byl jmenován apoštolským administrátorem v Burgenlandu.
V následujících letech se věnoval především charitativní činnosti, podporoval založení s rozvoj společností "Caritas" (od 1918), Canisiuswerk (od 1918), kongregace "Utěšitelé z Getseman" (od 1922), Katolické akce (1927) a Kolpingovo dílo, přitom spolupracoval zejména s páterem Lukasem Etlinem a holandským biskupem Arnoldem Franzem Diepenem. Podporoval různá odvětví katolické kultury, obzvláště katolické spolky – od malířů a sochařů přes školy, hudební akademie a katolický tisk až k čtenářským spolkům. Svou organizační činností výrazně přispěl k lepšímu hmotnému zajištění nemocnic, zajímal se také o katolické odborové hnutí. Za své zásluhy obdržel nejvyšší státní vyznamenání Císařský rakouský řád Leopoldův.
Kardinál Piffl zemřel 21. dubna 1932 za labilních politických poměrů v zemi, které předcházely nastolení autoritativního režimu v Rakousku a následnému anšlusu k Německu. Podle svého ppřání byl pohřben na místním hřbitově v Kranichbergu, místní části městyse Kirchberg am Wechsel v dolním Rakousku. Jeho pohřeb 26. dubna se stal jednou z posledních událostí demokratického Rakouska. Roku 1954 byly jeho ostatky přeneseny do krypty Svatoštěpánského dómu ve Vídni.

## Památka
Rouku 1946 byla ve Vídni-Hietzingu pojmenována ulice Kardinal-Piffl-Gasse.